# Piero Tellini
Pour les articles homonymes, voir Tellini.
Piero Tellini, né le 16 janvier 1917 à Florence et mort le 22 juin 1985 dans la même ville, est un scénariste et réalisateur italien.

## Biographie
Piero Tellini naît à Florence. Il est le fils de la chanteuse soprano Ines Alfani-Tellini (it).
Il obtient un diplôme du Centro sperimentale di cinematografia de Rome. Il devient assistant réalisateur en 1938. Il s'intéresse plus tard à la scénarisation et collabore avec Luigi Zampa, Alberto Lattuada, Michelangelo Antonioni, Alessandro Blasetti et Eduardo De Filippo.
En 1947, il obtient, avec Suso Cecchi D'Amico et Luigi Zampa, le Ruban d'argent du meilleur sujet pour Vivre en paix. En 1952, il obtient le prix du scénario du Festival de Cannes pour Gendarmes et Voleurs,. À partir de 1954, il est réalisateur de films.
Il a épousé Liliana Tellini en premières noces. Le couple aura quatre enfants : Massimo, Marco, Donina, Elizabeth.
Il épouse en secondes noces Joan Tellini, avec qui il a une fille : Chiara Tellini.

## Filmographie

### Réalisateur et scénariste
- 1953 : Au soir de la vie (Prima di sera)
- 1959 : Le Don Juan des bas-fonds (Nel blu dipinto di blu)

### Scénariste
- 1939 : Il segreto inviolabile (it)
- 1940 : Alerte aux Blancs (Senza cielo)
- 1940 : Capitan Fracassa
- 1941 : È caduta una donna (it)
- 1941 : La maschera di Cesare Borgia (it) (non crédité)
- 1942 : Quarta pagina
- 1942 : Avanti c'è posto...
- 1942 : Documento Z-3 (it)
- 1942 : Se io fossi onesto (it)
- 1943 : Apparition (Apparizione)
- 1943 : Non sono superstizioso... ma! (it)
- 1943 : Campo de' Fiori
- 1945 : La signora è servita
- 1945 : Chi l'ha visto?
- 1945 : Il ventesimo duca (it)
- 1946 : Le Bandit
- 1946 : Sans famille (Ritorno al nido)
- 1946 : Uno tra la folla (it)
- 1947 : L'Honorable Angelina
- 1947 : Tombolo, paradis noir
- 1947 : Le Crime de Giovanni Episcopo
- 1947 : Vivre en paix
- 1948 : La Course aux illusions (Molti sogni per le strade)
- 1949 : Children of Chance de Luigi Zampa
- 1949 : La mariée ne peut pas attendre (La sposa non può attendere)
- 1949 : Le Tocsin (Campane a martello)
- 1950 : Chronique d'un amour
- 1950 : Napoli milionaria
- 1950 : Cœurs sans frontières
- 1950 : Vulcano de William Dieterle
- 1950 : Benvenuto, reverendo! d'Aldo Fabrizi
- 1951 : Atoll K de Léo Joannon
- 1951 : L'Inconnue des cinq cités, épisode Vienna, de Géza von Cziffra
- 1951 : Filumena Marturano d'Eduardo De Filippo
- 1951 : Ha da venì... don Calogero (it) de Vittorio Vassarotti
- 1953 : Siamo tutti milanesi (it) de Mario Landi
- 1956 : Donatella de Mario Monicelli
- 1968 : Rome comme Chicago (Roma come Chicago) d'Alberto De Martino

### Autres
- 1938 : L'orologio a cucù de Camillo Mastrocinque
- 1938 : Voglio vivere con Letizia (it) de Camillo Mastrocinque
- 1942 : Quatre Pas dans les nuages (Quattro passi tra le nuvole) d'Alessandro Blasetti
- 1946 : Ogni giorno è domenica (it) de Mario Baffico
- 1951 : Gendarmes et Voleurs de Mario Monicelli et Steno
- 1952 : Papà diventa mamma d'Aldo Fabrizi
- 1956 : Sous le ciel de Provence (Era di venerdì 17) de Mario Soldati